# 山内西村
山内西村（やまのうちにしそん）は、広島県比婆郡にあった村。現在の庄原市の一部にあたる。

## 地理
西城川の流域に位置していた。

## 歴史
- 1889年（明治22年）4月1日、町村制の施行により、恵蘇郡殿垣内村、水越村、本郷村、高茂村、尾引村、木戸村、上村、下村が合併して村制施行し、山内西村が発足[1][2]。旧村名を継承した殿垣内村、水越、本郷、高茂、尾引、木戸、上、下の8大字を編成[2]。
- 1898年（明治31年）10月1日、郡の統合により比婆郡に所属[1][2]。
- 1908年（明治41年）山内信用購買組合設立[2]。
- 1924年（大正13年）村内全域に電灯普及[2]。
- 1954年（昭和29年）3月31日、比婆郡庄原町、高村、本田村、敷信村、山内東村、山内西村、山内北村と合併し、市制施行し庄原市を新設して廃止された[1][2]。

### 地名の由来
近世に山内郷または山内組17村と総称した地域を三分し、山内東・山内西・山内北とした村の一つ。

## 産業
- 農業[2]

## 交通

### 鉄道
- 1924年（大正13年）三神線（現芸備線）山ノ内駅開設[2]。

### 乗合馬車
- 1915年（大正4年）庄原～三次間に乗合馬車運行[2]。

## 教育
- 1899年（明治32年）山内西尋常高等小学校開設[2]。
- 1947年（昭和22年）山内中学校開校[2]。

## 出身人物
- 沢原精一（貴族院多額納税者議員、地家主、沢原銀行取締役）